# Горбушин, Илья Анатольевич
Илья Анатольевич Горбушин (род. 11 февраля 1977, Ленинград) — российский хоккеист, нападающий, тренер.
Начинал играть в сезоне 1992/93 в открытом чемпионате России за фарм-клуб петербургского СКА СКА-2. До Матвея Мичкова был самым молодым хоккеистом, за СКА 3 очка в одной игре — в возрасте 17 лет и 7 месяцев. В сезонах 1993/94 — 1999/2000 выступал в МХЛ и РХЛ за СКА. В 1994 году в 17 лет получил травму — разрыв печени. Восстанавливался в течение года, пропустил юниорский чемпионат Европы и молодёжный чемпионат мира. Перед сезоном 1999/2000 получил приглашение перейти в омский «Авангард», но остался в команде. Тем не менее из-за не сложившихся отношений с главным тренером Рафаилом Ишматовым всё-таки перешёл с помощью Максима Сушинского в «Авангард». Серебряный призёр чемпионата 2000/01. После смены тренера в сезоне 2002/03 был отправлен обратно в СКА на правах аренды. Играл за команды «Салават Юлаев» (2003/04), «Северсталь», «Металлург» Новокузнецк (2004/05), «Витязь» Чехов, «Торпедо» НН (2005/06). В 2006 году попал в серьёзную автоаварию. Завершил карьеру в команде чемпионата Белоруссии «Юность» Минск.
За сборную России выступал на этапах Еврохоккейтура в 1999—2000 годах.
В сезонах 2012/13 — 2013/14 — главный тренер команды МХЛ «СКА-1946». Перед сезоном 2015/16 был назначен спортивным директором академии СКА. Работал чиновником в Федерации хоккея Петербурга, выступал экспертом на телевидении. С 12 сентября 2021 по 4 января 2022 — вновь главный тренер «СКА-1946». С 2022 года — старший менеджер по подготовке резерва СКА.
Сыновья Матвей (род. 6 июня 2002) и Пётр (род. 12 августа 2009) также стали заниматься хоккеем.